# エリザ・ボナパルト
マリア＝アンナ・“エリザ”・ボナパルト＝バッチョッキ（仏: Maria-Anna "Élisa" Bonaparte Bacciocchi Levoy, 1777年1月13日 - 1820年8月7日）は、フランス皇帝およびイタリア王であるナポレオン1世の妹。フランス帝国の皇女にして、イタリアにおける、ルッカ・エ・ピオンビーノ公国、トスカーナ大公国の君主である。エリザは本来の名ではなく愛称であった。夫は同郷コルシカ人のフェリーチェ・バチョッキ。

## 略歴
1777年、コルシカ島で生まれる。1784年に当時の女子教育の最高学府であるサン＝シール学院（fr）に入学するも、フランス革命による同校閉鎖によって1792年に中退を余儀なくされた。1797年にコルシカの軍人フェリーチェ・パスクヮーレ・バチョッキと結婚した。
1804年にフランス第一帝政が始まるとともに帝国の皇女となり、1805年にはルッカおよびピオンビーノ公国の女公になった。1809年にトスカーナ大公国が復活すると女大公に封じられたが、1814年にナポレオンが失脚するとともにローマに亡命した。　